# Rasgacabeza
Rasgacabeza (estilizado como RASGACABEZA) é o segundo álbum da banda brasileira Francisco, el Hombre, lançado em 15 de março de 2019. O disco traz participações de Capilé e DBL.
Os clipes de "O Tempo é sua Morada" e "Chama Adrenalina" foram lançados em novembro de 2018 e fevereiro de 2019 respectivamente. Segundo a banda, cada uma das oito faixas do disco também terá um clipe.

## Conceito e composição
O segundo álbum da banda novamente mudou bastante de estilo musical se comparado com o primeiro disco. Sobre essa mudança e a necessidade de mudar, a banda diz que ele é "um disco diferente dos outros. Ele acumula todas as coisas que sentimos no ano passado pra virar a atitude que queremos ter em 2019. Em RASGACABEZA a ideia é o combustível, o momento é a faísca e a atitude é o fogo."
Uma das razões pela mudança drástica de estilo se dá pela influência do produtor Carlos Eduardo Miranda, que segundo a banda, achava que Soltasbruxa (o lançamento anterior) era um disco que tinha medo de ser ousado. Ele pediu à banda que no próximo eles não tivessem medo de ousar. Após a sua morte, a banda decidiu se autoproduzir e seguiu o seu conselho.
A banda, que sempre quis expressar mensagens com um maior viés político em suas musicas, em meio às eleições presidenciais de 2018 e as transformações conservadoras que a sociedade brasileira foi submetida no final de 2018, achou uma maneira de incluir essa frustração e ansiedade em sua música. Segundo eles, "ruptura total com o de antes porque é necessária a ruptura para crescer. Precisamos repensar nossos métodos pra não ficar preso no passado."
No inicio, o disco foi feito em diversos locais durante a turnê de seu primeiro álbum. Isso inclui lugares como o Chile, Goiânia e até durante uma viagem de avião. Depois a banda estruturou o álbum no estúdio da cozinha e do quarto de integrantes. Além disso, para dar um tom mais industrial ao projeto, a banda fez samples de sons de instrumentos de vídeos com muito poucas visualizações no YouTube.

## Informação das faixas
"O Tempo é sua Morada", primeira música a ser divulgada, foi criada a partir das experiências da banda no Dia dos Mortos no México, e funciona como uma celebração e despedida para o Soltasbruxa. 
A música "Chão Teto Parede" é uma crítica à situação que vivia o Brasil na época do disco. Seus elementos eletrônicos e suposição de que tudo está pegando fogo quer incitar o ouvinte ao movimento, à ação. 

## Faixas
| N.º            | Título                                             | Duração |  |
| 1.             | "CHAMA ADRENALINA :: gasolina"                     | 2:31    |  |
| 2.             | "CHÃO TETO PAREDE :: pegando fogo" (com Capilé)    | 3:43    |  |
| 3.             | "TRAVOU :: tela azul"                              | 2:11    |  |
| 4.             | "ENCALDEIRANDO :: aqui dentro tá quente" (com DBL) | 3:30    |  |
| 5.             | "PARAFUSO SOLTO :: ponto morto"                    | 4:02    |  |
| 6.             | "O TEMPO É SUA MORADA :: celebrar"                 | 3:50    |  |
| 7.             | "MANDA BALA FOGO :: não preciso de você"           | 3:21    |  |
| 8.             | "SE HOJE TÁ ASSIM :: imagina o amanhã"             | 3:44    |  |
| Duração total: | Duração total:                                     | 26:52   |  |